# Basilea II
Basilea II es el segundo de los acuerdos de Basilea. Dichos acuerdos consisten en recomendaciones sobre la legislación y regulación bancaria y son emitidos por el Comité de supervisión bancaria de Basilea. El propósito de Basilea II, publicado inicialmente en junio de 2004, es la creación de un estándar internacional que sirva de referencia a los reguladores bancarios, con objeto de establecer los requerimientos de capital necesarios para asegurar la protección de las entidades frente a los riesgos financieros y operativos.

## Antecedentes: Basilea I
En diciembre de 1974, el comité de Basilea, compuesto por los gobernadores de los bancos centrales del G-10, donde se publicó el primero de los acuerdos de Basilea, un conjunto de recomendaciones alrededor de una idea principal: Se trataba de una serie de recomendaciones para establecer un capital mínimo que debía tener una entidad bancaria en función de los riesgos que afrontaba.
El acuerdo establecía una definición de “capital regulatorio” compuesto por elementos que se agrupan en 2 categorías (o "tiers") si cumplen ciertos requisitos de permanencia, de capacidad de absorción de pérdidas y de protección ante quiebra. Este capital debe ser suficiente para hacer frente a los riesgos de crédito, mercado y tipo de cambio. Cada uno de estos riesgos se medía con unos criterios aproximados y sencillos.
Este acuerdo era una recomendación: cada uno de los países signatarios, así como cualquier otro país, quedaba libre de incorporarlo en su ordenamiento regulatorio con las modificaciones que considerase oportunas. 
Entró en vigor en más de cien países.

## Basilea II

### Introducción
La principal limitación del acuerdo de Basilea I es que es insensible a las variaciones de riesgo y que ignora una dimensión esencial: la de la calidad crediticia y, por lo tanto, la diversa probabilidad de incumplimiento de los distintos prestatarios. Es decir, consideraba que los créditos tenían la misma probabilidad de incumplir.
Para superarla, el comité de Basilea propuso en 2004 un nuevo conjunto de recomendaciones. Estas se apoyan en los siguientes tres pilares.

### Pilar I: el cálculo de los requisitos mínimos de capital
Constituye el núcleo del acuerdo e incluye una serie de novedades con respecto al anterior: tiene en cuenta la calidad crediticia de los prestatarios (utilizando índices de audiencia externos o internos) y añade requisitos de capital por el riesgo operacional.
La norma de Basilea I, que exige 
fondos propios > 8% de activos de riesgo , considerando: (riesgo de crédito + riesgo de negociación+ riesgo de tipo de cambio)
mientras que ahora considera: (riesgo de crédito + riesgo de mercado+ riesgo de tipo de cambio + riesgo operacional)
El riesgo de crédito se calcula a través de tres componentes fundamentales:
- PD (Probability of Default), o probabilidad de incumplimiento.
- LGD (Loss Given Default), o pérdida dado el incumplimiento (también se conoce como "severidad", indicando la gravedad de la pérdida).
- EAD (Exposure At Default), o exposición en el momento del incumplimiento.

Habida cuenta de la existencia de bancos con distintos niveles de sofisticación, el acuerdo propone distintos métodos para el cálculo del riesgo crediticio. En el método estándar, la PD y la LGD se calculan implícitamente a través de las calificaciones de riesgo crediticio publicadas por empresas especializadas (agencias de rating) utilizando una serie de baremos. En cambio, los bancos más sofisticados pueden, bajo cierto número de condiciones, optar por el método de índices de audiencia internos avanzado (AIRB), que les permite utilizar sus propios mecanismos de evaluación del riesgo y realizar sus propias estimaciones. Existe un método alternativo e intermedio (foundation IRB) en el que los bancos pueden estimar la PD, el parámetro de riesgo más básico, y utilizar en cambio valores precalculados por el regulador para la LGD.
Hasta la fecha, muchas entidades bancarias gestionaban su riesgo crediticio en función de la pérdida esperada, {\displaystyle EL=PD\times LGD\times EAD}, que determinaba su nivel de provisiones frente a incumplimientos. La nueva normativa establece una nueva medida, el RWA, que se fija no en la media sino en un cuantil elevado de la distribución de pérdida estimada a través de una aproximación basada en la distribución normal. [cita requerida]
El riesgo de crédito se cuantifica entonces como la suma de los RWA correspondientes a cada una de las exposiciones que conforman el activo de la entidad.
Dentro del riesgo de crédito se otorga un tratamiento especial a las titulizaciones, para las cuales se debe analizar si existe una transferencia efectiva y significativa del riesgo, y si son operaciones originadas por la entidad o generados por otras.
El riesgo de negociación y el riesgo de tipo de cambio se siguen calculando conforme a Basilea I.
El riesgo operacional se calcula multiplicando los ingresos por un porcentaje que puede ir desde el 12% hasta el 18%. Existen 3 métodos alternativos para calcularlo dependiendo del grado de sofisticación de la entidad bancaria.
Por último, la definición de capital regulatorio disponible permanece casi igual a la de Basilea I.
Hay que advertir una objeción en este cálculo del riesgo: que se ignora los efectos agravantes/mitigantes de la concentración/diversificación de riesgos (estructura de correlación probabilística entre las diversas exposiciones). Esta es una de las principales diferencias entre capital regulatorio y Capital Económico.

### Pilar II: el proceso de supervisión de la gestión de los fondos propios
Los organismos supervisores nacionales están capacitados para incrementar el nivel de prudencia exigido a los bancos bajo su jurisdicción. Además, deben validar tanto los métodos estadísticos empleados para calcular los parámetros exigidos en el primer pilar como la suficiencia de los niveles de fondos propios para hacer frente a una crisis económica, pudiendo obligar a las entidades a incrementarlos en función de los resultados.
Para poder validar los métodos estadísticos, los bancos estarán obligados a almacenar datos de información crediticia durante periodos largos, de 5 a 7 años, a garantizar su adecuada auditoría y a superar pruebas de "stress testing".
Además se exige que la alta dirección del banco se involucre activamente en el control de riesgos y en la planificación futura de las necesidades de capital. Esta autoevaluación de las necesidades de capital debe ser discutida entre la alta dirección y el supervisor bancario. Como el banco es libre para elegir la metodología para su autoevaluación, se pueden considerar otros riesgos que no se contemplan en el cálculo regulatorio, tales como el riesgo de concentración y/o diversificación, el riesgo de liquidez, el riesgo reputacional, el riesgo de pensiones, etc.
Para grupos financieros multinacionales se establecen colegios Supervisores que, bajo la coordinación del supervisor de la entidad matriz, se encargan de la coordinación internacional de la supervisión del grupo financiero.

### Pilar III: la disciplina de mercado
El acuerdo estableció normas de transparencia y exigió la publicación periódica de información acerca de su exposición a los diferentes riesgos y la suficiencia de sus fondos propios. El objetivo es:  
1. La generalización de las buenas prácticas bancarias y su homogeneización internacional.
2. La reconciliación de los puntos de vista financiero, contable y de la gestión del riesgo sobre la base de la información acumulada por las entidades.
3. La transparencia financiera a través de la homogeneización de los informes de riesgo publicados por los bancos.

Inicialmente la información debe incluir:
- Descripción de la gestión de riesgos: objetivos, políticas, estructura, organización, alcance, políticas de cobertura y mitigación de riesgos.
- Aspectos técnicos del cálculo del capital: diferencias en la consolidación financiera y regulatoria.
- Descripción de la gestión de capital.
- Composición detallada de los elementos del capital regulatorio disponible.
- Requerimientos de capital por cada tipo de riesgo, indicándo el método de cálculo utilizado.

El requisito inicial es que se publique al menos anualmente, aunque es previsible que la frecuencia será mayor (al menos resumida) y a sus contenidos mínimos se irá añadiendo la información que el mercado exija en cada momento.

## Implantación
- El comité de Basilea ha creado un subgrupo de trabajo para colaborar en la implantación internacional del acuerdo: el Accord Implementation Group (AIG).
- A través de una encuesta realizada por el Financial Stability Institute (FSI), al menos 95 países (adicionales a los 13 miembros del comité de Basilea) indicaron que implantarían BIS II[cita requerida].
- Muchos países han anunciado ya calendarios de implantación para un cumplimiento oportuno.
- Basilea II ya se ha implantado en la toda la Unión Europea, Japón y Australia (13 países en toda Asia)
- La implantación en Asia está sentando tendencias que se imitarán en el resto del mundo, especialmente en lo referente al Pilar III (información pública).
- La implantación en Europa se ha realizado a través de directivas (leyes de obligado cumplimiento en todos los países de la UE), y cuenta con la colaboración especial del CEBS (Comité de Supervisores Bancarios Europeos). En ciertos aspectos está liderando el desarrollo futuro de la regulación, como por ejemplo en las reglas de funcionamiento de los colegios de supervisores.
- En América la implantación va más atrasada. Estados Unidos está siendo un caso especial, ya que no será generalizada para todos sus bancos y tendrá normas especiales. En Canadá la implantación va más avanzada que en los Estados Unidos, y algunos países latinoamericanos están siendo muy activos en la adaptación de sus normas nacionales para que sea posible la transición (no puede ser más rápida por la necesidad de cambiar leyes y porque también están adoptando las normas internacionales de contabilidad -NICs-).

## Críticas y modificaciones previstas
Las principales críticas se han centrado en que se considera que es demasiado "procíclico" (podría acentuar la debilidad económica en caso de recesión y fomentarla en época de bonanza). 
Algunas imperfecciones del modelo se han puesto de manifiesto con la crisis económica actual y ya se están proponiendo algunas modificaciones. Los puntos más discutidos son:
- Titulizaciones
- Divulgaciones del pilar III
- Riesgo de mercado
- Sistemas de control de riesgos
- Hipotecas